# رایهراد
رایهراد (به لاتین: Rajhrad) یک منطقهٔ مسکونی در جمهوری چک است که در ناحیه برنو-تسوونتری واقع شده‌است. رایهراد ۳٬۱۹۳ نفر جمعیت دارد.